# Списак споменика културе у Севернобанатском округу
Следи списак споменика културе у Севернобанатском округу.
| ИД      | Слика                                                                     | Назив                                                                     | Адреса                     | Координате                                     | Место               | Градска општина | Општина               | Надлежни завод |
| ------- | ------------------------------------------------------------------------- | ------------------------------------------------------------------------- | -------------------------- | ---------------------------------------------- | ------------------- | --------------- | --------------------- | -------------- |
| СК 1028 | Сувача у Кикинди                                                          | Сувача у Кикинди                                                          | Немањина 118               | 45.824186°N 20.453301°E / 45.824186, 20.453301 | Кикинда             |                 | Општина Кикинда       | СУБОТИЦА       |
| СК 1037 | Римокатоличка црква у Чоки                                                | Римокатоличка црква у Чоки                                                | Потиска                    | 45.935796°N 20.139739°E / 45.935796, 20.139739 | Чока                |                 | Општина Чока          | СУБОТИЦА       |
| СК 1043 | Православна црква у Кикинди                                               | Православна црква у Кикинди                                               | Трг српских добровољаца    | 45.830145°N 20.465809°E / 45.830145, 20.465809 | Кикинда             |                 | Општина Кикинда       | СУБОТИЦА       |
| СК 1084 | Српска православна црква у Молу                                           | Српска православна црква у Молу                                           |                            | 45.763829°N 20.138995°E / 45.763829, 20.138995 | Мол (Ада)           |                 | Општина Ада           | СУБОТИЦА       |
| СК 1105 | Богомоља „Водица“ у Кикинди                                               | Богомоља „Водица“ у Кикинди                                               |                            | 45.805099°N 20.414035°E / 45.805099, 20.414035 | Кикинда             |                 | Општина Кикинда       | СУБОТИЦА       |
| СК 1106 | Зграда Великокикиндског Диштрикта                                         | Зграда Великокикиндског Диштрикта                                         | Трг српских добровољаца 19 | 45.830511°N 20.464867°E / 45.830511, 20.464867 | Кикинда             |                 | Општина Кикинда       | СУБОТИЦА       |
| СК 1108 | Дворац породице Сервијски (Шулпеов дворац)                                | Дворац породице Сервијски (Шулпеов дворац)                                |                            | 46.044865°N 20.089207°E / 46.044865, 20.089207 | Нови Кнежевац       |                 | Општина Нови Кнежевац | СУБОТИЦА       |
| СК 1136 | Српска православна црква у Санаду                                         | Српска православна црква у Санаду                                         |                            | 45.976394°N 20.105956°E / 45.976394, 20.105956 | Санад               |                 | Општина Чока          | СУБОТИЦА       |
| СК 1142 | Класицистичка зграда из 1834. године у Башаиду                            | Класицистичка зграда из 1834. године у Башаиду                            |                            |                                                | Башаид              |                 | Општина Кикинда       | СУБОТИЦА       |
| СК 1143 | Зграда бившег Народног одбора Атине                                       | Зграда бившег Народног одбора Атине                                       |                            |                                                | Српски Крстур       |                 | Општина Нови Кнежевац | СУБОТИЦА       |
| СК 1145 | Пошаљи фотографију                                                        | Родна кућа Новака Радонића                                                |                            |                                                | Мол (Ада)           |                 | Општина Ада           | СУБОТИЦА       |
| СК 1229 | Српска православна црква Св. арханђела Михаила у Сенти                    | Српска православна црква Св. арханђела Михаила у Сенти                    |                            | 45.931561°N 20.092164°E / 45.931561, 20.092164 | Сента               |                 | Општина Сента         | СУБОТИЦА       |
| СК 1230 | Градска кућа у Сенти                                                      | Градска кућа у Сенти                                                      | Главни трг 1               | 45.930961°N 20.089015°E / 45.930961, 20.089015 | Сента               |                 | Општина Сента         | СУБОТИЦА       |
| СК 1231 | Ватрогасна касарна у Сенти                                                | Ватрогасна касарна у Сенти                                                | Петра Драпшина 12          |                                                | Сента               |                 | Општина Сента         | СУБОТИЦА       |
| СК 1232 | Зграда Плебаније-Музеја у Сенти                                           | Зграда Плебаније-Музеја у Сенти                                           | Главни трг 5               | 45.931942°N 20.090163°E / 45.931942, 20.090163 | Општина Сента       |                 | Сента                 | СУБОТИЦА       |
| СК 1233 | Хотел „Ројал“ у Сенти                                                     | Хотел „Ројал“ у Сенти                                                     | Главни трг 11              | 45.932151°N 20.091129°E / 45.932151, 20.091129 | Сента               |                 | Општина Сента         | СУБОТИЦА       |
| СК 1234 | Славнића кућа у Сенти                                                     | Славнића кућа у Сенти                                                     | Лењинова 10                |                                                | Сента               |                 | Општина Сента         | СУБОТИЦА       |
| СК 1235 | Родна кућа Стевана Сремца у Сенти                                         | Родна кућа Стевана Сремца у Сенти                                         | Стевана Сремца 4           | 45.931043°N 20.092588°E / 45.931043, 20.092588 | Сента               |                 | Општина Сента         | СУБОТИЦА       |
| СК 1236 | Пошаљи фотографију                                                        | Основна школа у атару Ада                                                 |                            |                                                | Горњи Брег          |                 | Општина Сента         | СУБОТИЦА       |
| СК 1237 | Дворац грофа Караса                                                       | Дворац грофа Караса                                                       |                            |                                                | Хоргош              |                 | Општина Кањижа        | СУБОТИЦА       |
| СК 1238 | Српска православна црква у Мокрину                                        | Српска православна црква у Мокрину                                        | Светог Саве 118            | 45.934028°N 20.415944°E / 45.934028, 20.415944 | Мокрин              |                 | Општина Кикинда       | СУБОТИЦА       |
| СК 1241 | Српска православна црква Вазнесења Христовог у Ади                        | Српска православна црква Вазнесења Христовог у Ади                        |                            | 45.793509°N 20.137927°E / 45.793509, 20.137927 | Ада (место)         |                 | Општина Ада           | СУБОТИЦА       |
| СК 1242 | Српска православна црква Св. арханђела Михаила и Гаврила у Новом Кнежевцу | Српска православна црква Св. арханђела Михаила и Гаврила у Новом Кнежевцу | Карађорђева                | 46.03817°N 20.090667°E / 46.03817, 20.090667   | Нови Кнежевац       |                 | Општина Нови Кнежевац | СУБОТИЦА       |
| СК 1243 | Пошаљи фотографију                                                        | Олајница у Новом Кнежевцу                                                 |                            |                                                | Нови Кнежевац       |                 | Општина Нови Кнежевац | СУБОТИЦА       |
| СК 1244 | Српска православна црква у Чоки                                           | Српска православна црква у Чоки                                           | Бранка Радичевића          | 45.935609°N 20.145523°E / 45.935609, 20.145523 | Чока                |                 | Општина Чока          | СУБОТИЦА       |
| СК 1259 | Гробница породице Чарнојевић у Руском Селу                                | Гробница породице Чарнојевић у Руском Селу                                |                            | 45.769017°N 20.583358°E / 45.769017, 20.583358 | Руско Село          |                 | Општина Кикинда       | СУБОТИЦА       |
| СК 1454 | Црква Св. арханђела Михаила и Гаврила у Иђошу                             | Црква Св. арханђела Михаила и Гаврила у Иђошу                             | Николе Француског 2        | 45.824649°N 20.311242°E / 45.824649, 20.311242 | Иђош                |                 | Општина Кикинда       | СУБОТИЦА       |
| СК 1544 | Црква Св. Арханђела Михаила у Кањижи                                      | Црква Св. Арханђела Михаила у Кањижи                                      | Главна                     | 46.064499°N 20.059473°E / 46.064499, 20.059473 | Кањижа              |                 | Општина Кањижа        | СУБОТИЦА       |
| СК 1613 | Српска православна црква Св. Оца Николаја у Башаиду                       | Српска православна црква Св. Оца Николаја у Башаиду                       |                            | 45.642495°N 20.415643°E / 45.642495, 20.415643 | Башаид              |                 | Општина Кикинда       | СУБОТИЦА       |
| СК 1690 | Ветрењача у Оборњачи                                                      | Ветрењача у Оборњачи                                                      |                            |                                                | Оборњача (Ада)      |                 | Општина Ада           | СУБОТИЦА       |
| СК 1691 | Црква Св. Архангела Михаила и Гаврила у Банатском Аранђелову              | Црква Св. Архангела Михаила и Гаврила у Банатском Аранђелову              |                            | 46.063241°N 20.239079°E / 46.063241, 20.239079 | Банатско Аранђелово |                 | Општина Нови Кнежевац | СУБОТИЦА       |
| СК 1692 | Дворац Малдегхем                                                          | Дворац Малдегхем                                                          | Краља Петра 6              | 46.045372°N 20.092351°E / 46.045372, 20.092351 | Нови Кнежевац       |                 | Општина Нови Кнежевац | СУБОТИЦА       |
| СК 1796 | Зграда Основне школе „Стеван Сремац“ у Кевију                             | Зграда Основне школе „Стеван Сремац“ у Кевију                             | Кошута Лајоша 6            |                                                | Кеви                |                 | Општина Сента         | СУБОТИЦА       |
| СК 1797 | Дворац Ледерер                                                            | Дворац Ледерер                                                            | Потиска                    | 45.941108°N 20.139569°E / 45.941108, 20.139569 | Чока                |                 | Општина Чока          | СУБОТИЦА       |
| СК 1802 | Железничка станица Хоргош – Камараш                                       | Железничка станица Хоргош – Камараш                                       |                            | 46.163906°N 19.975196°E / 46.163906, 19.975196 | Хоргош              |                 | Општина Кањижа        | СУБОТИЦА       |
| СК 1803 | Пошаљи фотографију                                                        | Заветни крст у Молу                                                       | Маршала Тита бб            |                                                | Мол (Ада)           |                 | Општина Ада           | СУБОТИЦА       |
| СК 1808 | Пошаљи фотографију                                                        | Капела Дудварски                                                          | Гробљанска бб              |                                                | Ада (место)         |                 | Општина Ада           | СУБОТИЦА       |
| СК 1811 | Капела на Православном гробљу у Мартоношу                                 | Капела на Православном гробљу у Мартоношу                                 | Гробљанска бб              |                                                | Мартонош            |                 | Општина Кањижа        | СУБОТИЦА       |
| СК 1813 | Капела Сервијски у Новом Кнежевцу                                         | Капела Сервијски у Новом Кнежевцу                                         | Српска бб                  |                                                | Нови Кнежевац       |                 | Општина Нови Кнежевац | СУБОТИЦА       |
| СК 1814 | Пошаљи фотографију                                                        | Капела Св. Архангела Гаврила на Православном гробљу у Сенти               | Карађорђев пут бб          | 45.92074°N 20.096246°E / 45.92074, 20.096246   | Сента               |                 | Општина Сента         | СУБОТИЦА       |
| СК 1815 | Капела Вујин у Црној Бари                                                 | Капела Вујин у Црној Бари                                                 | Православно гробље         |                                                | Црна Бара (Чока)    |                 | Општина Чока          | СУБОТИЦА       |
| СК 1822 | Пошаљи фотографију                                                        | Кућа у Лењиновој улици бр. 14 у Сенти                                     | Лењинова улица 14          |                                                | Сента               |                 | Општина Сента         | СУБОТИЦА       |
| СК 1824 | Пошаљи фотографију                                                        | Магацин за житарице                                                       | Мали Хоргош                |                                                | Хоргош              |                 | Општина Кањижа        | СУБОТИЦА       |
| СК 1827 | Пошаљи фотографију                                                        | Вила Хоргош Камараш бр. 26                                                | Камараш 26                 |                                                | Хоргош              |                 | Општина Кањижа        | СУБОТИЦА       |
| СК 1828 | Вигадо                                                                    | Вигадо                                                                    | Народни парк бб            |                                                | Кањижа              |                 | Општина Кањижа        | СУБОТИЦА       |
| СК 1830 | Ветрењача у Орому                                                         | Ветрењача у Орому                                                         | Велики пут 208             | 45.9854°N 19.852626°E / 45.9854, 19.852626     | Ором                |                 | Општина Кањижа        | СУБОТИЦА       |
| СК 1833 | Кућа у Ул. Пере Сегединца бр. 25 у Кикинди                                | Кућа у Ул. Пере Сегединца бр. 25 у Кикинди                                | Пере Сегединца 25          | 45.830758°N 20.483705°E / 45.830758, 20.483705 | Кикинда             |                 | Општина Кикинда       | СУБОТИЦА       |
| СК 1834 | Пошаљи фотографију                                                        | Зграда са сунчаним забатом                                                | Петефи Шандор 28           | 45.9292°N 20.079734°E / 45.9292, 20.079734     | Сента               |                 | Општина Сента         | СУБОТИЦА       |
| СК 1837 | Римокатоличка црква у Санаду                                              | Римокатоличка црква у Санаду                                              |                            | 45.976499°N 20.105848°E / 45.976499, 20.105848 | Санад               |                 | Општина Чока          | СУБОТИЦА       |
| СК 1838 | Римокатоличка црква у Новом Кнежевцу                                      | Римокатоличка црква у Новом Кнежевцу                                      | Краља Петра I              | 46.048388°N 20.08954°E / 46.048388, 20.08954   | Нови Кнежевац       |                 | Општина Нови Кнежевац | СУБОТИЦА       |
| СК 1843 | Српска православна народна школа у Мартоношу                              | Српска православна народна школа у Мартоношу                              |                            | 46.114319°N 20.057794°E / 46.114319, 20.057794 | Мартонош            |                 | Општина Кањижа        | СУБОТИЦА       |
| СК 1844 | Српска православна црква Преноса моштију Св. оца Николаја у Мартоношу     | Српска православна црква Преноса моштију Св. оца Николаја у Мартоношу     |                            | 46.116197°N 20.063061°E / 46.116197, 20.063061 | Мартонош            |                 | Општина Кањижа        | СУБОТИЦА       |
| СК 1845 | Српска православна црква Св. Николе у Остојићеву                          | Српска православна црква Св. Николе у Остојићеву                          |                            | 45.889052°N 20.167115°E / 45.889052, 20.167115 | Остојићево (Чока)   |                 | Општина Чока          | СУБОТИЦА       |
| СК 2079 | Пошаљи фотографију                                                        | Амбар од плетера у Кикинди                                                | Немањина 178               |                                                | Кикинда             |                 | Општина Кикинда       | СУБОТИЦА       |
| СК 2080 | Стара општинска зграда у Мокрину                                          | Стара општинска зграда у Мокрину                                          | Трг 9. јануара 102         | 45.934203°N 20.411234°E / 45.934203, 20.411234 | Мокрин              |                 | Општина Кикинда       | СУБОТИЦА       |
| СК 2249 | Индустријски објекат „Стара црепана и циглана” - Terra                    | Индустријски објекат „Стара црепана и циглана” - Terra                    |                            | 45.934203°N 20.411234°E / 45.934203, 20.411234 | Кикинда             |                 | Општина Кикинда       | СУБОТИЦА       |